# Орлович, Валентин Антонович
Валенти́н Анто́нович Орло́вич (бел. Валянцін Антонавіч Арловіч; род. 2 января 1947, Красное, Молодечненская область) — советский и белорусский физик. Академик Национальной академии наук Беларуси (2003; член-корреспондент с 2000). Доктор физико-математических наук (1990), профессор (1993).

## Биография
Орлович родился в деревне Красное (ныне — Минская область) в крестьянской семье. После окончания физического факультета БГУ в 1969 году он работал в Институте физики АН БССР в различных должностях, в 1994 году возглавил Лабораторию нелинейной оптики, одновременно в 1998—2003 годах являлся заместителем директора института по научной работе. С 2003 по 2014 занимал должность председателя Научного Совета — директора Исполнительной дирекции Белорусского республиканского фонда фундаментальных исследований (БРФФИ), в 2014–2022 годах — академика-секретаря Отделения физики, математики и информатики НАН Беларуси. С 2022 года — заведующий центром Института физики НАН Беларуси. Одновременно — главный редактор журнала «Известия Национальной  академии наук Беларуси. Серия физико-математических наук».

## Научная деятельность
Научные работы Орловича посвящены нелинейной оптике, физике лазеров, спектроскопии, фотобиологии. Орлович внёс вклад в создание первой в Белоруссии установки для наблюдения и измерения параметров вынужденного комбинационного рассеяния (ВКР), провел исследования ВКР в жидких средах, в сжатых газах и в капиллярных световодах, были определены условия наблюдения высокоэффективного и низкопорогового ВКР-преобразования частоты, что позволило создать лазерные устройства с плавной перестройкой длины волны в диапазоне 0,3-8,1 мкм. Результаты этой деятельности в 1978 году были удостоены премии Ленинского комсомола БССР.
В 1980-е годы под руководством Орловича была усовершенствована методика спектроскопии когерентного антистоксового рассеяния (КАРС), создана соответствующая установка, измерены важнейшие параметры колебаний молекул, развит метод спектроскопии насыщения комбинационного рассеяния и объяснен ряд эффектов межмолекулярных взаимодействий. Орлович предложил новый метод повышения яркости лазерных пучков, внес усовершенствования и разработал ряд лазерных источников и преобразователей частоты излучения, которые были удостоены дипломами I степени ВДНХ БССР.
Орлович провёл исследования проявлений квантовых шумов в сигнале ВКР, показал возможность генерации солитонов при ВКР преобразовании. Под его руководством ведутся поиски способов эффективного создания лазерных пучков в безопасном для глаз диапазоне длин волн (1,5-1,6 мкм), которые могут использоваться в дальномерах, прицелов и т. д. Ряд работ посвящён исследованию процессов ВКР в твёрдых телах (кристаллах), что может быть применено для построения компактных лазерных систем с перестраиваемым в широком диапазоне частот (от ИК до УФ) излучением.

## Награды
- Премия Ленинского комсомола БССР (1978)
- Государственная премия Республики Беларусь (2001)[1]
- Медаль Франциска Скорины (2007)
- Премия имени академика В. А. Коптюга (2017)
- Серебряная медаль Национальной академии наук Беларуси «За достижения в науке» (2022)
- Полный кавалер медалей НАН Беларуси (2022)
- Совместная премия Российской академии наук и Национальной академии наук Беларуси (2024) за цикл работ «Новые ВКР и ВНКР-лазеры: повышение эффективности и снижение порога генерации»[2]

## Публикации
Орлович является автором 9 изобретений и около 500 научных публикаций, в том числе:
- S.G. Kruglik, P.A. Apanasevich, V.S. Chirvony, V.V. Kvach, V.A. Orlovich. Resonance Raman, CARS, and Picosecond Absorption Spectroscopy of Copper Porphyrins: The Evidence for the Exciplex Formation with Oxygen-Containing Solvent Molecules // Journal of Physical Chemistry. — 1995. — Vol. 99. — P. 2978—2995. — doi:10.1021/j100010a006.
- A.S. Grabtchikov, A.I. Vodtchits, V.A. Orlovich. Pulse-energy statistics in the linear regime of stimulated Raman scattering with a broad-band pump // Physical Review A. — 1997. — Vol. 56. — P. 1666—1669. — doi:10.1103/PhysRevA.56.1666.
- A.S. Grabtchikov, D.E. Gakhovich, A.G. Shvedko, V.A. Orlovich, K.J. Witte. Observation of Solitary Waves with Different Phase Behavior in Stimulated Raman Forward Scattering // Physical Review Letters. — 1998. — Vol. 81. — P. 5808-5811. — doi:10.1103/PhysRevLett.81.5808.
- A.S. Grabtchikov, A.N. Kuzmin, V.A. Lisinetskii, V.A. Orlovich, G.I. Ryabtsev, A.A. Demidovich. All solid-state diode-pumped Raman laser with self-frequency conversion // Applied Physics Letters. — 1999. — Vol. 75. — P. 3742-3744. — doi:10.1063/1.125440.
- A.S. Grabtchikov, V.A. Lisinetskii, V.A. Orlovich, M. Schmitt, R. Maksimenka, W. Kiefer. Multimode pumped continuous-wave solid-state Raman laser // Optics Letters. — 2004. — Vol. 29. — P. 2524—2526. — doi:10.1364/OL.29.002524.
- A.A. Demidovich, A.S. Grabtchikov, V.A. Lisinetskii, V.N. Burakevich, V.A. Orlovich, W. Kiefer. Continuous-wave Raman generation in a diode-pumped Nd3+:KGd(WO4)2 laser // Optics Letters. — 2005. — Vol. 30. — P. 1701—1703. — doi:10.1364/OL.30.001701.